# دنیل کادمور
دنیل کادمور (انگلیسی: Daniel Cudmore؛ زادهٔ ۲۰ ژانویهٔ ۱۹۸۱) بازیگر اهل کانادا است. وی از سال ۲۰۰۳ میلادی تاکنون مشغول فعالیت بوده‌است.
از فیلم‌ها یا برنامه‌های تلویزیونی که وی در آن نقش داشته‌است می‌توان به افسانه‌های معبد پنهان، گرگ و میش: سپیده‌دم - قسمت دوم، گرگ و میش: سپیده‌دم - قسمت اول، اکس ۲: مردان متحد، مردان اکس: آخرین ایستادگی، پرسی جکسون و المپ‌نشینان: دریای هیولاها، مردان ایکس: روزهای گذشته آینده و قانون شکنان بیتاون اشاره کرد.